# Martin Desjardins
Pour les articles homonymes, voir Van den Bogaert et Desjardins.
 (mars 2023).
Martin van den Bogaert dit Martin Desjardins, né en 1637 à Bréda aux Pays-Bas et mort le 2 mai 1694 à Paris, est un sculpteur français d'origine néerlandaise.

## Biographie
Il reçoit sa formation artistique à Anvers et vers sa vingtième année, il s'établit en France où il se marie et francise son nom en Desjardins. Il mènera sa carrière de sculpteur essentiellement en France. Ses premiers travaux parisiens portaient sur des reliefs décoratifs en stuc, à l'hôtel d'Aubert de Fontenay (hôtel Salé) et à l'hôtel de Beauvais (escalier). Il est accepté en 1661 à l'Académie de Saint-Luc sous le nom de « Martin Desjardins » (traduction de son nom néerlandais « du verger ») et se fait une réputation en exécutant des commandes privées de monuments funéraires. En 1671, il est reçu membre de l'Académie royale de peinture et de sculpture sur la base d'un relief en marbre d'Hercule couronné de gloire (Musée du Louvre). Ses premiers travaux remarquables seront effectués sur commande royale pour Versailles, notamment une Diane chasseresse, inspirée de l'antique, en 1680, dont de nombreuses copies seront exécutées. 
Il est l'auteur de la statue pédestre de Louis XIV place des Victoires à Paris qui fut fondue sous la Révolution française et des statues des quatre nations captives (l'Espagne, l'Empire, le Brandebourg et la Hollande) en bronze doré qui en ornaient le socle (1682-1685, Musée du Louvre). Une copie en marbre de la statue de Louis XIV est visible à l'orangerie de Versailles.
Il est également l'auteur d'une statue équestre de Louis XIV, installée en 1713 sur la place Bellecour à Lyon. Elle sera, elle aussi, détruite par les révolutionnaires. Seul un modèle réduit exécuté par un élève est conservé au Louvre. Sur son socle, des bas-reliefs représentaient le Rhône et la Saône ; sauvés de la destruction et longtemps conservés à l'Hôtel de Ville de Lyon, ils ont été replacés dans les années 1950 sur la place autour de la nouvelle statue de Louis XIV réalisée au XIXe siècle par Lemot. 
Ami du peintre Pierre Mignard, il en sculpta le buste en marbre.
Après sa mort, à Paris, son neveu Jacques Desjardins continua l’atelier, fournissant aux agents culturels de la couronne suédoise des modèles en plâtre qui furent à la base dans les années 1740, d’un monument équestre de Charles XII de Suède.

## Œuvres
- Pierre Mignard, buste, marbre, Paris, musée du Louvre
- Portrait d'Édouard Colbert, marquis de Villacerf (1629 - 1699), buste, marbre, Paris, musée du Louvre
- Statue équestre de Louis XIV réalisée en 1694, érigée à Lyon en 1713, détruite en 1792. Des réductions de cette statue ont été faites en 1694[1].

## Iconographie
- Hyacinthe Rigaud, Portrait de Martin van den Bogaert, dit Desjardins (1692), huile sur toile, h. 1,41 m ; l. 1,06 m, Paris, Musée du Louvre

## Galerie

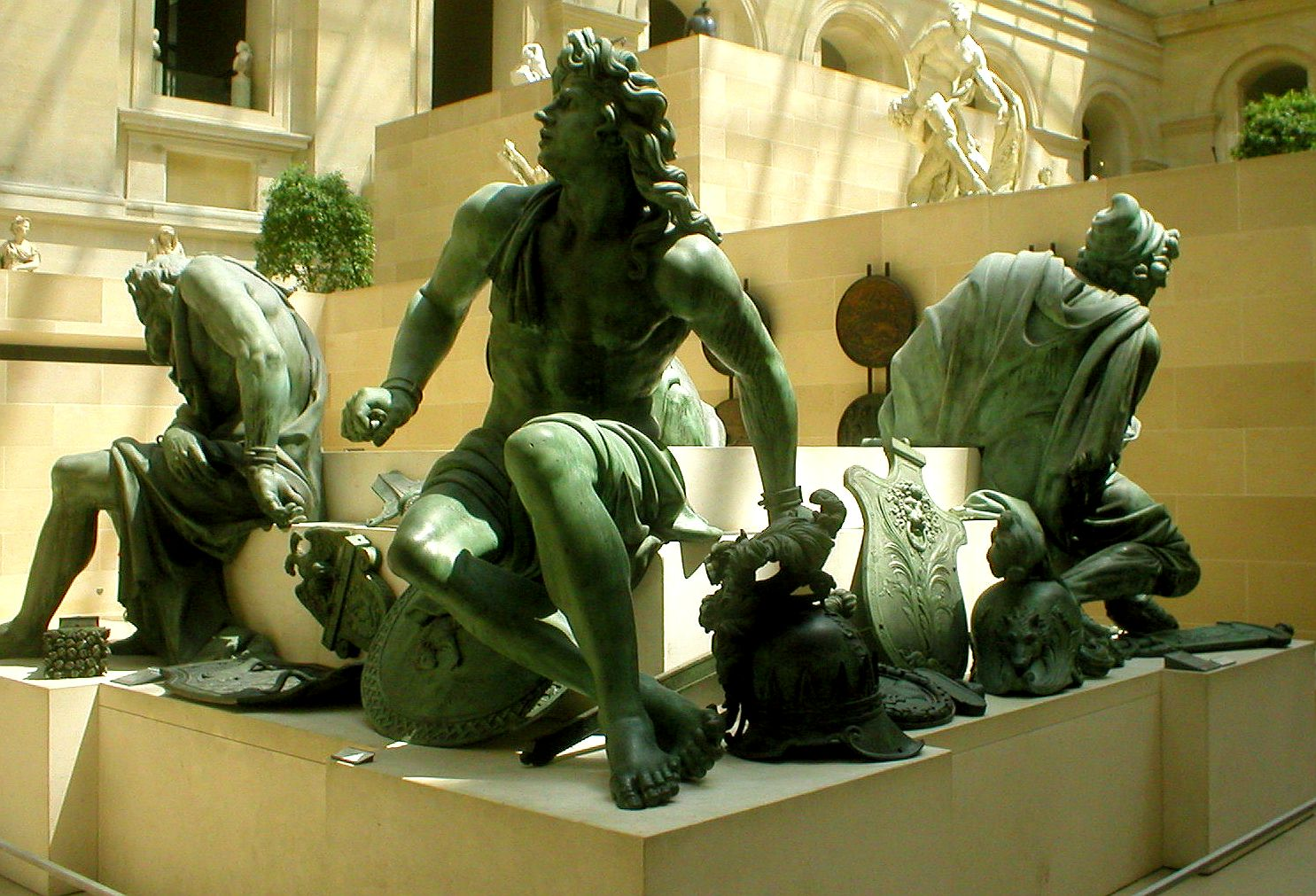
Éléments récupérés du socle de la place des Victoires, Louvre
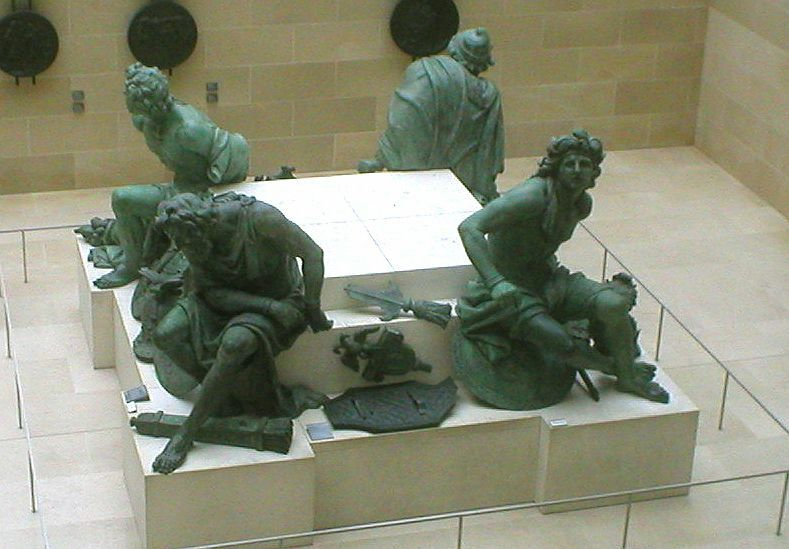
Idem, vue plongeante.
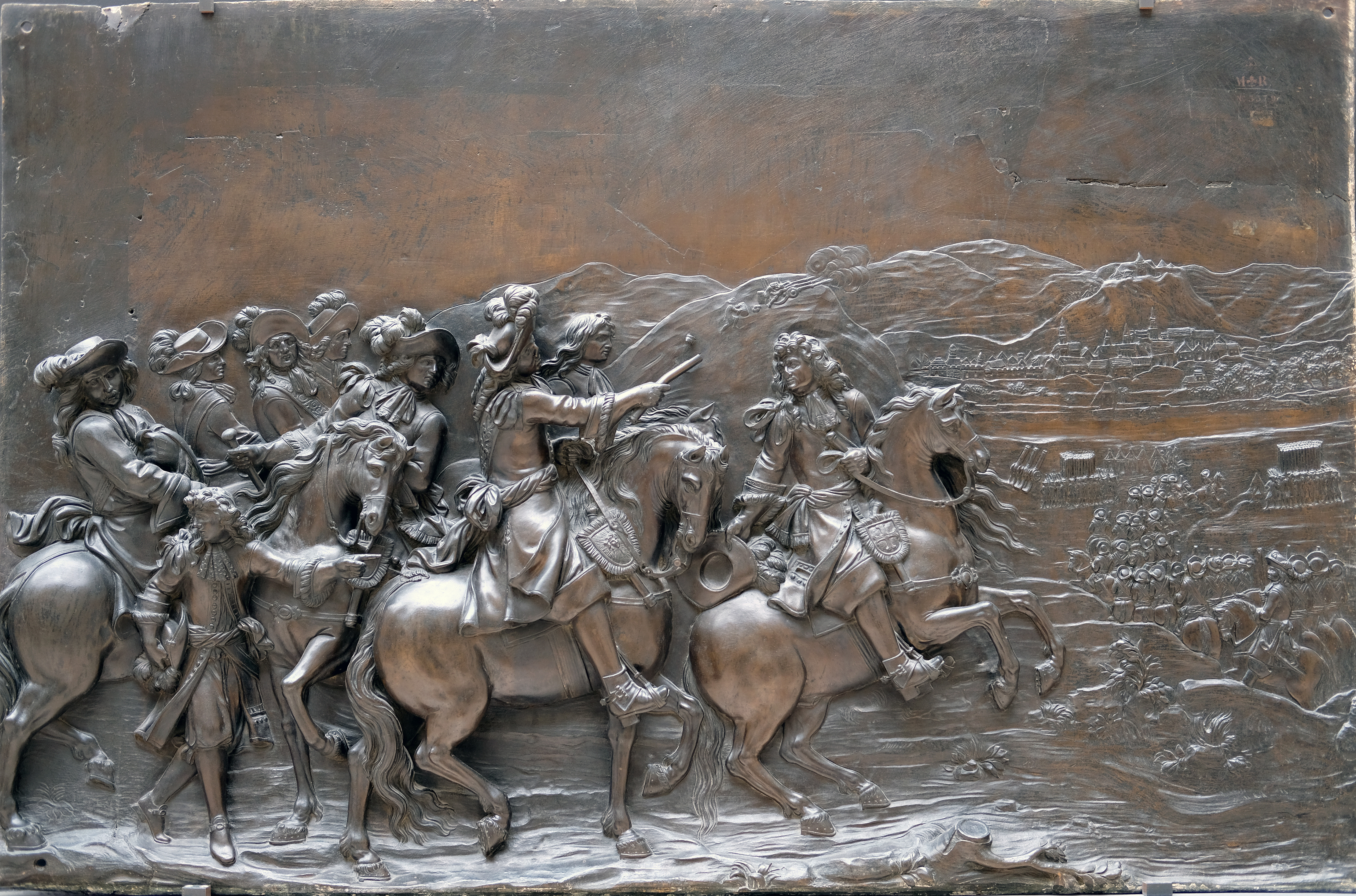
La Conquête de la Franche-Comté (musée du Louvre).

## Famille

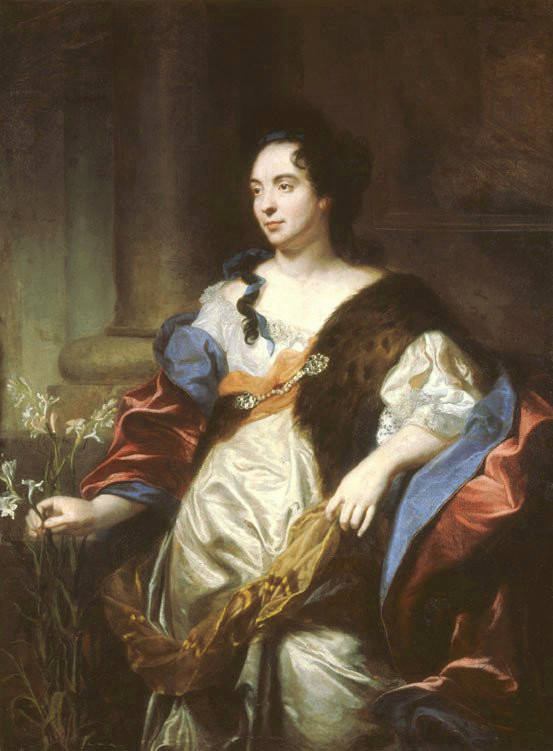
Marie Cadenne

En 1661, il épouse Marie Cadenne ( - 1716). 
Il a eu un fils, Jacques Desjardins, contrôleur des bâtiments des châteaux royaux de Marly et de Noisy, anobli en mai 1704, marié avec Marie-Julie Hardouin, fille de Michel Hardouin et sœur de Jules Michel Hardouin, nièce de Jules Hardouin-Mansart